# Psychomorpha euryrhoda
Psychomorpha euryrhoda là một loài bướm đêm trong họ Noctuidae.